# Mediapro
Mediapro és un grup d'empreses dedicat a la comunicació. El grup té seus a Barcelona i Girona i també a altres ciutats com Amsterdam, Budapest, Buenos Aires, Dubai, Lisboa, Los Angeles, Madeira, Madrid, Miami, Porto, Qatar, Sevilla i Tenerife.
Fundat el 1994 per Jaume Roures, és dels més importants grups d'empreses d'Europa en l'àmbit audiovisual: producció de cinema; drets de cinema i esdeveniments esportius; consultoria sobre esport i televisió; creació, disseny i producció de programes de televisió i canals temàtics; equips i serveis de transmissions; i màrqueting i publicitat.

## Història
Jaume Roures, que havia treballat durant els anys 80 a Televisió de Catalunya i a la FORTA, a principis dels 90 decideix crear una empresa amb altres antics directius de Televisió de Catalunya, com ara el periodista Tatxo Benet, entre d'altres. Així el 1994 naixia Mediapro. Inicialment es van dedicar a la producció televisiva, i progressivament van començar a gestionar drets esportius, publicitat i consultoria, fins a esdevenir un dels principals agents del sector audiovisual estatal. Dins de la seva varietat de projectes, destaca la producció executiva del Fòrum de les Cultures de 2004 a Barcelona.
El 2005 es va fusionar amb l'empresa Globomedia —llavors presidida per Emilio Aragón— i van crear Imagina. Aquesta nova empresa de producció i distribució audiovisual es posicionava com la tercera productora d'Europa en volum d'activitat, només per darrere d'Endemol i Bertelsmann. A nivell accionarial era formada en un 40% per Mediapro, un 40% per Globomedia i un 20% per la multinacional britànica de la publicitat WPP, que ja era sòcia de Mediapro. Un dels primers projectes resultants va ser la creació del canal de televisió La Sexta.
El 2007 va començar a produir algunes de les pel·lícules de Woody Allen i el mateix any va crear el diari Público. A finals dels 2000, tenia uns 2.000 empleats, la seu central a Esplugues de Llobregat i delegacions a una desena de ciutats arreu del món i una trentena d'empreses filials.
Arran del que es va conèixer com la guerra del futbol amb Sogecable, el juny de 2010 va presentar concurs de creditors, del qual va sortir finalment al desembre de 2011.
Al febrer de 2018 es tanca un acord definitiu pel qual Orient Hontai Capital s'incorporarà a Imagina Media Audiovisual com a accionista majoritari. El primer grup de capital privat de la Xina adquireix les participacions de Torreal (Juan Abelló, 22,5%), Televisa (Emilio Azcárraga, 19%) i Mediavideo (Gerard Romy, 12%), que en total fan un 53,5%. Aquesta transacció situa el valor corporatiu d'Imagina en 1.900 milions d'euros. Els altres accionistes, el Grup WPP (22,5%) i dos dels socis fundadors del Grup, Tatxo Benet (12%) i Jaume Roures (12%), mantenen la seva participació a Imagina. Es manté l'acord existent entre els accionistes, segons el qual la direcció del Grup no experimentarà cap canvi i seguirà en mans de Jaume Roures i Tatxo Benet.
Actualment, Southwind, que posseeix diferents equips i entitats operatives a Hong Kong, Amèrica del Nord, Europa i el Regne Unit, és l'accionista majoritari. WPP i els socis fundadors tenen participacions minoritàries.

## Cinema
Mediapro ha produït més de 80 pel·lícules amb directors com Woody Allen, Oliver Stone, Manuel Huerga, Fernando León de Aranoa, Javier Fesser, Isabel Coixet, Jean-Jacques Annaud, Patricio Guzmán, Roman Polanski i Álex de la Iglesia. Entre els llargmetratges que ha produït figuren:
- Fe de etarras (2017)
- Las cloacas de Interior (2017)
- Sergio & Sergei (2017)
- Política, manual de instrucciones (2016)
- Spain in a Day (2016)
- Esteban (2016)
- Filosofía entre rejas (2015)
- Un día perfecto (2015)
- Nadie quiere la noche (2015)
- El botón de nácar (2015)
- La tragedia electrónica (2014)
- Messi (2014)
- El Somni (2013)
- Midnight in Paris (2011)
- Un déu salvatge (2011)
- Comprar, llençar, comprar (2010)
- Amador (2010)
- Coneixeràs l'home dels teus somnis (2010)
- Mapa dels sons de Tòquio (2009)
- Vicky Cristina Barcelona (2008)
- Camino (2008)
- Salvador (2006), sobre la vida de Salvador Puig Antich
- Princesas (2005)
- La vida secreta de les paraules (2005)
- Salvador Allende (2004)
- Los lunes al sol (2002)
- Asesinato en febrero (2001)
- La espalda del mundo (2000)

## Empreses
- Audioclip
- Bikini
- CLS
- Eumóvil
- El Terrat
- Fila 7
- Imagina Int. Sales
- K 2000
- Liquid Media
- Media 3.14
- Media Burst
- Media Luso
- MediaMag
- Media Móvil
- Media News
- Mediagooool
- Mediarena
- Mediapark
- Mediapro Middle East
- Media Report
- Media sports
- Media Sur
- Mediatem
- Media Watt
- Media World
- Mercuri
- Molinare
- Overon
- OvideoTV
- Umedia
- Unitecnic
- València Imagina Televisió (VITV)
- Vídeo Shopping
- wTVision
- zeligstudio